# Alena Gajdůšková
 Alena Gajdůšková (* 15. dubna 1954 Praha) je česká politička, v letech 2002 až 2014 senátorka za Českou stranu sociálně demokratickou a v letech 2008 až 2010 a pak opět 2012 až 2014 první místopředsedkyně Senátu Parlamentu České republiky. V období 2010–2012 zastávala funkci řadové místopředsedkyně horní komory. V říjnu 2014 prohrála v 2. kole senátních voleb s bývalým předsedou JZD Slušovice Františkem Čubou (SPO). V letech 2017 až 2021 byla poslankyní Poslanecké sněmovny PČR a v letech 2020 až 2024 pak zastupitelkou Zlínského kraje.
Svou politickou kariéru před rokem 1989 začínala jako členka Československého svazu žen a kandidátka členství v Komunistické straně Československa. Poté se angažovala v Zemědělské straně a Hnutí za samosprávnou demokracii – Společnost pro Moravu a Slezsko, pak v Českomoravské straně středu. Od roku 1997 působí v ČSSD.

## Život
Vystudovala Pedagogickou fakultu v Ostravě (obor učitelství 1. stupně základních škol, výtvarná výchova) a VŠE Praha (obor veřejná správa a regionální rozvoj). Pracovala jako učitelka, tajemnice poslaneckého klubu Parlamentu České republiky za Českomoravskou stranu středu, vedoucí personálního oddělení soukromé stavební firmy, vedoucí odboru školství, kultury, zdravotnictví mládeže a tělovýchovy Magistrátu města Zlína, poradkyně předsedy vlády ČR Vladimíra Špidly.
Je vdaná, má dvě dcery. Bydlí v Želechovicích nad Dřevnicí v okrese Zlín.
PaedDr. Alena Gajdůšková je laureátkou ceny Přístav, kterou jí v roce 2013 udělila Česká rada dětí a mládeže.

## Senát Parlamentu České republiky
Do Senátu zvolena poprvé v roce 2002, v roce 2008 svůj mandát obhájila. Předsedkyně senátorského klubu ČSSD, členka následujících výborů: Výbor pro záležitosti Evropské unie, Stálá delegace Parlamentního shromáždění Rady Evropy, Organizační výbor Senátu, Stálá komise pro sdělovací prostředky. Byla členkou politického grémia ČSSD, v letech 2013 až 2015 místopředsedkyní strany, předsedkyní subkomise pro záležitosti EU při ústřední zahraniční komisi a předsedkyní krajské komise pro veřejnou správu.
V komunálních volbách v roce 2014 obhájila za ČSSD post zastupitelky obce Želechovice nad Dřevnicí.
Ve volbách do Senátu PČR v roce 2014 obhajovala za ČSSD mandát senátorky v obvodu č. 78 – Zlín. Se ziskem 23,68 % hlasů skončila v prvním kole na 2. místě, a postoupila tak do kola druhého. V něm však mandát neobhájila, jelikož získala 45,98 % hlasů, zatímco její protikandidát František Čuba (SPO) 54,01 % hlasů.

## Krajské volby 2016, 2020 a 2024
V krajských volbách v roce 2016 měla být lídryní kandidátky ČSSD ve Zlínském kraji. Neuspěla však ve stranických primárkách. Její kandidaturu na zlínskou hejtmanku podpořilo jen 46,1 % hlasujících (pro schválení na pozici krajského lídra však bylo třeba nejméně 50 % hlasů). Krajský výkonný výbor ČSSD ve Zlínském kraji tak předložil novou nominaci na post lídra. Tím se nakonec stal krajský radní Petr Navrátil.
V krajských volbách v roce 2020 byla z pozice členky ČSSD zvolena na společné kandidátce ČSSD a Zelených zastupitelkou Zlínského kraje. Ve volbách v září 2024 post krajské zastupitelky obhajovala z pozice členky SOCDEM. Kandidátku podporovali také Zelení. Nicméně kandidátka získala pouze 2,79 % hlasů a mandát tak neobhájila.

## Sněmovní volby 2017 a 2021
Ve volbách do Poslanecké sněmovny PČR v roce 2017 kandidovala za ČSSD na 2. místě kandidátky ve Zlínském kraji. Získala 1 766 preferenčních hlasů, skončila první a stala se poslankyní.
Ve volbách do Poslanecké sněmovny PČR v roce 2021 byla lídryní kandidátky ČSSD ve Zlínském kraji. Zvolena však nebyla, neboť ČSSD nepřekročila pětiprocentní hranici nutnou pro vstup do Sněmovny.

## Komunální volby 2018
V komunálních volbách v roce 2018 obhájila jako členka ČSSD mandát zastupitelky obce Želechovice nad Dřevnicí, když kandidovala za subjekt „Obec pro všechny“.